# Landsbókasafn Íslands Háskólabókasafn
De Nationale en Universiteitsbibliotheek van IJsland (IJslands: Landsbókasafn Íslands - Háskólabókasafn) is de nationale bibliotheek van IJsland in Reykjavik.
Deze bibliotheek ontstond in 1994 uit een fusie tussen de Universiteitsbibliotheek en de toenmalige Nationale Bibliotheek van IJsland.